# پائولو آگوستینیو
پائولو آگوستینیو (انگلیسی: Paulo Agostinho؛ زادهٔ ۲۵ اوت ۲۰۰۲) بازیکن فوتبال اهل پرتغال است.
وی همچنین در تیم‌های ملی فوتبال زیر ۱۸ سال پرتغال و زیر ۲۰ سال پرتغال بازی کرده است.